# Lago Große Wünnow
El lago Große Wünnow (en alemán: Große Wünnow) es un lago situado en el distrito de Llanura Lacustre Mecklemburguesa, en el estado de Mecklemburgo-Pomerania Occidental (Alemania), a una altitud de 62.1 metros; tiene un área de 28 hectáreas.